# Condado de Orange (California)
El condado de Orange (en inglés: Orange County o históricamente «Valle de Santa Ana» en español) es un condado estadounidense perteneciente al estado de California, situado al sur del estado y al sur de Los Ángeles. Está próximo a la ciudad de Los Ángeles por el norte, y a la ciudad de San Diego y a la frontera con México en Tijuana por el sur. Su sede de condado es la ciudad de Santa Ana y la población del condado en el censo de 2010 era de 3 010 232 habitantes, convirtiéndose en el tercer condado más poblado de California, después del condado de Los Ángeles y de San Diego. La Oficina del Censo de los Estados Unidos estima que la población del condado en 2012 era de 3 090 132 habitantes, representando un incremento de 2,7% respecto a 2010.
Como casi toda la franja costera de California, fue conquistado por los españoles, y también es uno de los condados más ricos de Estados Unidos (el precio medio de una casa en Orange County es de 650 000 $, la segunda zona más cara de los Estados Unidos). Durante siglos, la región de 800 millas cuadradas conocida como Orange County fue poblada por olas de colonizadores que, encantados con lo que vieron, fundaron allí sus raíces. La afluencia comenzó con los amerindios nativos que vivían de la pesca y las cosechas. Los exploradores españoles del siglo XVI y los misioneros del siglo XVII fueron los siguientes en llegar, seguidos por los rancheros del siglo XVIII, los magnates del petróleo del siglo XIX y los soldados de la Segunda Guerra Mundial, que entrenaron aquí y volvieron después. Los yuppies (jóvenes profesionales) emigrantes a Los Ángeles en busca de una existencia más sana fueron los responsables del más reciente influjo al condado.
A diferencia de otros centros de población, los residentes de Orange County adoptaron su nombre fruto de su identidad cultural, mientras que la mayoría de los centros de población de Estados Unidos tienden a identificarse con una gran ciudad. En Orange County no hay un centro urbano definido como en otras áreas donde existe una entidad municipal dominante. El condado es casi uniformemente periférico, excepto algunas antiguas áreas tales como el centro de Santa Ana. Cinco ciudades del condado superan los 170 000 habitantes.

## Historia
En el año 1769, una expedición procedente de la Nueva España del explorador Gaspar de Portolá arriba a un valle de la Alta California en donde hoy se ubica la ciudad de Santa Ana y el condado de Orange. El valle es nombrado Vallejo de Santa Ana y años después, en 1776, se establece La Misión San Juan Capistrano por el Fray Junípero Serra quien también arriba con la expedición de 1769.
Con la expedición de 1769, arriban los soldados José Antonio Yorba y Miguel Nieto quienes años después reciben terrenos dentro del Vallejo de Santa Ana cedidos por el gobierno español por su servicio a la corona.
En el año 1810, José Antonio Yorba recibe su porción de terreno y lo nombra Rancho Santiago de Santa Ana.
En 1869, William Spurgeon adquiere 74,27 hectáreas del Rancho Santiago y establece la ciudad de Santa Ana. La ciudad es elegida como la sede gubernamental del nuevo Condado de Orange que se establece en 1889. En 1901 se construye la Corte del Condado de Orange en Santa Ana.

### Período de Alta California 1769 - 1848
El primer rancho cedido en lo que hoy es el Condado de Orange es el Rancho Santiago de Santa Ana de José Antonio Yorba. Cabe destacar que fue el único terreno cedido directamente del gobierno español a uno de sus sargentos (Yorba). Los otros terrenos o ranchos fueron cedidos y sus nombres registrados por el gobierno mexicano.
- Período virreinal 1769 -1821
- Período mexicano 1821-1848

### Listado de los Ranchos
| Terreno                     | Año otorgado | Otorgante          | Beneficiario            | Área (s)                                                                |
| --------------------------- | ------------ | ------------------ | ----------------------- | ----------------------------------------------------------------------- |
| Santiago de Santa Ana       | 1810         | Fernando VII       | José Antonio Yorba      | Santa Ana, El Modena, Orange, Costa Mesa, Tustin, Olive                 |
| Cañón de Santa Ana          | 1834         | Familia Yorba      | Bernardo Yorba          | Yorba Linda                                                             |
| Los Alamitos                | 1834         | República Mexicana | Juan José Nieto         | Los Alamitos, Seal Beach                                                |
| Las Bolsas                  | 1834         | República Mexicana | Antonio Nieto           | Huntington Beach, Westminster, Garden Grove                             |
| Los Coyotes                 | 1834         | República Mexicana | Juan José Nieto         | Stanton, Buena Park                                                     |
| San Juan Cajón de Santa Ana | 1837         | República Mexicana | Juan Pacífico Ontiveros | Anaheim, Fullerton, Placentia                                           |
| La Habrá                    | 1839         | República Mexicana | Mariano Roldán          | La Habrá                                                                |
| La Bolsa Chica              | 1841         | República Mexicana | Joaquín Ruiz            |                                                                         |
| Rincón de La Brea           | 1841         | República Mexicana | Gil Ybarra              | Brea                                                                    |
| San Joaquín                 | 1842         | República Mexicana | José Sepúlveda          | Newport Beach, Corona del mar                                           |
| Niguel                      | 1842         | República Mexicana | Juan Ávila              | Laguna Niguel, Laguna Beach, Laguna Hills                               |
| Cañada de Los Alisos        |              | República Mexicana | José Serrano            | North of Niguel, East of Trabuco, actual distrito del condado de Orange |
| Misión vieja                | 1845         | República Mexicana | John "Juan" Forster     | Mission Viejo, San Juan Capistrano                                      |
| Boca de la playa            | 1846         | República Mexicana | Emigdio Vejar           | San Clemente, Dana Point                                                |
| Lomas de Santiago           | 1846         | Familia Yorba      | Teodosio Yorba          | Irvine                                                                  |
| Trabuco                     | 1846         | República Mexicana | John "Juan" Forster     | Trabuco Canyon, Coto de Caza                                            |

### Transición
Después de la guerra entre México y Estados Unidos de América, el terreno de Alta California fue cedido a Estados Unidos. Después de 1848 los ranchos empiezan a dividirse entre los nuevos colonizadores.

### En actualidad
Una de las ciudades más ricas del condado de Orange es Newport Beach, lugar de vacaciones de la "alta sociedad" en EE. UU. Históricamente ha sido lugar de vacaciones de personajes importantes en la sociedad estadounidense, incluso de presidentes. En el condado de Orange se encuentran las ciudades más ricas de California, las mejores mansiones de los Estados Unidos, y los mejores barrios residenciales, así como un amplio abanico de yates, coches de lujo, etc; pero a la vez también se encuentran allí las ciudades más pobres de California.
La serie The O.C. está basada en Newport Beach, aunque estuvo filmada en diversos lugares del sur de California para reducir costos.
En esta ciudad se encuentra el skatepark de Vans.
Del Condado de Orange son los equipos deportivos:
- Los Angeles Angels, de béisbol.
- Mighty Ducks of Anaheim, ahora Anaheim Ducks, de hockey.

El Palacio de Justicia de Orange fue utilizado como una de las locaciones principales durante la grabación de la serie estadounidense American Horror Story: Asylum, perteneciente a la cadena FX.

## Geografía
Según la Oficina del Censo estadounidense, el condado tiene un área total de 2455 km², siendo el condado más pequeño en el Sur de California. El agua superficial representa 411 km² del área, el 16,73 % del total; 2045 km² de ello es tierra.

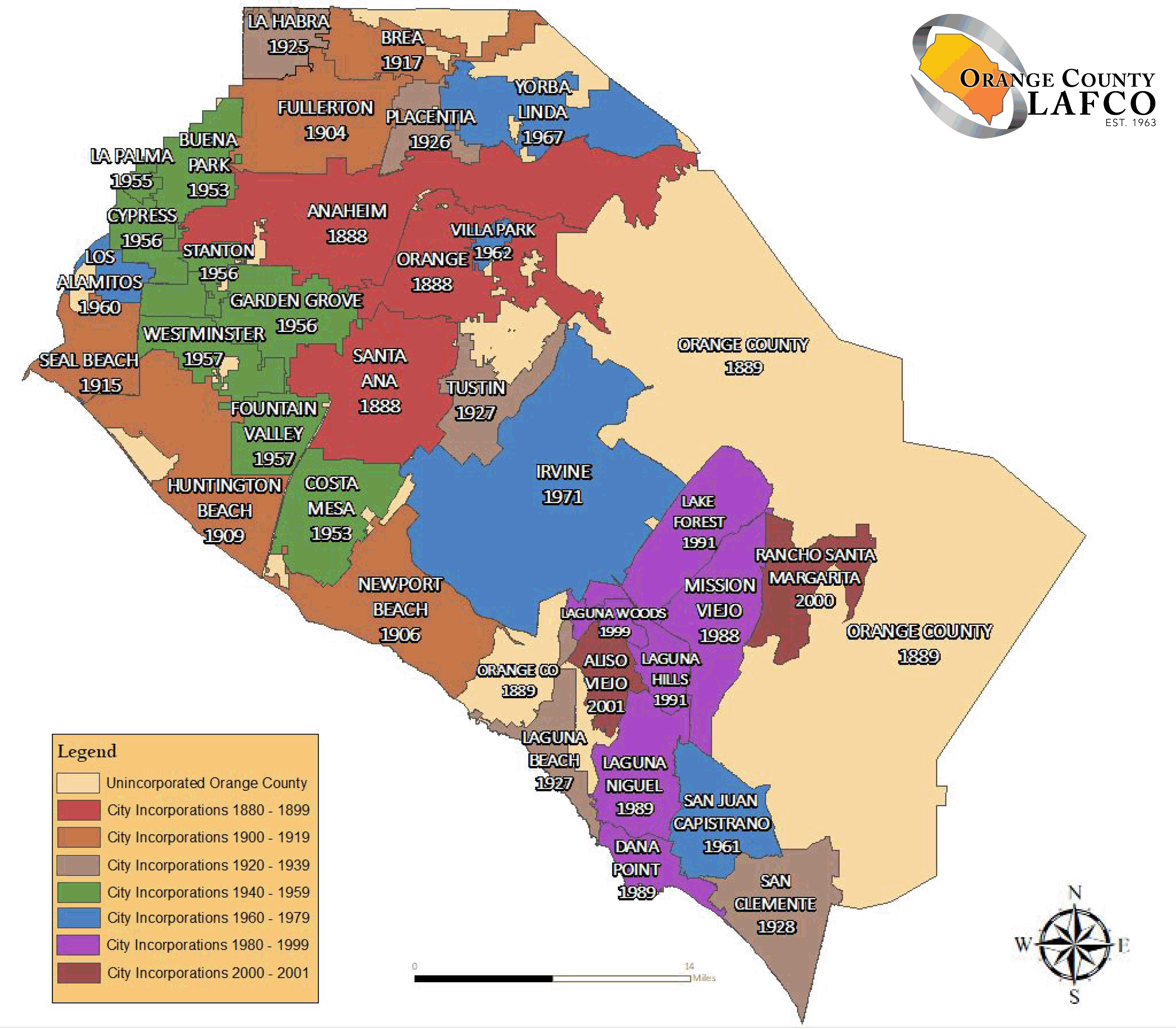
Ciudades del Condado de Orange.

Orange County es bordeado al suroeste por el océano Pacífico, al norte por el condado de Los Ángeles, al noreste por el condado de San Bernardino y el condado de Riverside y al sureste por el condado de San Diego.
La parte noroeste del condado se encuentra en la llanura costera de la Cuenca de Los Ángeles, mientras que la parte sureste termina ascendiendo las colinas de las Montañas de Santa Ana. La mayoría de la población del condado de Orange reside en uno de los dos valles costeros superficiales de la cuenca, el Valle de Santa Ana y el Valle de Saddleback. Las Montañas de Santa Ana se encuentran dentro de los límites orientales del condado y del Bosque Nacional de Cleveland. El punto más alto es Santiago Peak con 1733 metros, a unos 32 kilómetros al este de Santa Ana. El pico Santiago y el cercano Modjeska, 60 metros más bajo, forman la cresta conocida como Saddleback, visible desde cualquier punto del condado. Las colinas de Peralta ("Peralta Hills") se extienden hacia el oeste desde las Montañas de Santa Ana a través de las comunidades de Anaheim Hills, Orange y terminan en Olive. Loma Ridge es otro accidente geográfico destacado, paralelo a las Montañas de Santa Ana a través de la parte central del condado, separado de las montañas más altas al este por el Cañón de Santiago.
El río Santa Ana es el principal curso de agua del condado, que fluye a través de la mitad del condado desde el noreste hacia el suroeste. Su afluente principal hacia el sur y el este es el arroyo Santiago ("Santiago Creek"). Otros cursos de agua dentro del condado son Aliso Creek, San Juan Creek y Horsethief Creek. En el norte, el río San Gabriel también cruza parcialmente el condado y desemboca en el Pacífico en la línea Los Ángeles-Orange County, entre las ciudades de Long Beach y Seal Beach. En Laguna Beach se encuentran los únicos lagos naturales del condado, los Laguna Lakes.

## Localidades

### Ciudades incorporadas
En agosto de 2006, el condado de Orange tenía 34 ciudades incorporadas. La más antigua es Anaheim (1870) y la más reciente es Aliso Viejo (2001).
| - Santa Ana, incorporada en 1886 - Aliso Viejo, incorporada en 2001 - Anaheim, incorporada en 1870 - Brea, incorporada en 1917 - Buena Park, incorporada en 1953 - Costa Mesa, incorporada en 1953 - Cypress, incorporada en 1956 - Dana Point, incorporada en 1989 - Fountain Valley, incorporada en 1953 - Fullerton, incorporada en 1904 - Garden Grove, incorporada en 1956 - Huntington Beach, incorporada en 1909 - Irvine, incorporada en 1971 - La Habra, incorporada en 1925 - La Palma, incorporada en 1955 - Laguna Beach, incorporada en 1927 - Laguna Hills, incorporada en 1991 | - Laguna Niguel, incorporada en 1989 - Laguna Woods, incorporada en 1999 - Lake Forest, incorporada en 1991 - Los Alamitos, incorporada en 1960 - Mission Viejo, incorporada en 1988 - Newport Beach, incorporada en 1906 - Orange, incorporada en 1888 - Placentia, incorporada en 1926 - Rancho Santa Margarita, incorporada en 2000 - San Clemente, incorporada en 1928 - San Juan Capistrano, incorporada en 1961 - Seal Beach, incorporada en 1915 - Stanton, incorporada en 1956 - Tustin, incorporated in 1927 - Villa Park, incorporada en 1962 - Westminster, incorporada en 1957 - Yorba Linda, incorporada en 1967 |

### Lugares designados por el censo
- Coto de Caza
- Las Flores
- North Tustin
- Rossmoor
- Sunset Beach

### Áreas no incorporadas
- Anaheim Island
- Ladera Ranch
- Midway City
- Modjeska Canyon
- Orange Park Acres
- Santa Ana Heights
- Santiago Canyon
- Silverado
- Trabuco Canyon

## Demografía
En 1990, según los datos del censo, había 2 410 556 personas que residen en el condado. La mayoría étnica era la blanca con un 78,60%, seguido del 10,34% asiáticos o isleños del Pacífico, 1,77% afroamericanos, 0,50% amerindios y el 8,79% de otras razas. El 23,43% eran hispanos o latinos de cualquier raza. En el censo de 2000, la población era de 2 846 289 habitantes, 935 287 casas y 667 794 familias que residen en el condado, haciendo de Orange County el segundo condado más poblado de California. La densidad de población era de 1392 h/km² y había 969 484 unidades de alojamiento en una densidad media de 474 h/km². En 2000, las razas se repartieron del siguiente modo: el 64,81% eran blancos, el 13,59% asiáticos, el 1,67% afroamericanos, el 0,70% amerindios, el 0,31% isleños del Pacífico, el 14,80% de otras razas y el 4,12% de dos o más razas. El 30,76% eran hispanos o latinos de cualquier raza. El 8,9% eran descendientes de alemanes, el 6,9% de ingleses y el 6% de irlandeses. El 58,6% habla inglés, el 25,3% español, el 4,7% vietnamita, el 1,9% coreano, el 1,5% mandarín y el 1,2% tagalo.
En el último censo de Estados Unidos realizado en 2010, la población era de 3 010 232 habitantes. Del total de la población el 64,76% eran blancos (44,1% blancos no hispanos), 17,9% asiáticos, 0,3% isleños del Pacífico, 1,7% afroamericanos, 0,6% amerindios, 14,5% de otras razas y 4,2% de dos o más razas. El 33,7% de la población era hispana de cualquier raza.
En este censo, había 992 781 casas de las cuales un 33,8% tenían hijos de menos de 18 años viviendo con ellos, el 54,2% eran parejas de casados que vivían juntos, el 11,6% eran hogares con una mujer sin la presencia del marido y el 28,6% no eran familias. El tamaño medio en cuanto a individuos era de 2,99 personas y la media familiar de 3,47 personas.
La edad de la población era de 24,5% menores de 18 años, un 63,9% de 18 a 64 años y un 11,6% de 65 años o más. La edad media era de 36,2 años. Por cada 100 mujeres había 97,9 hombres y por cada 100 mujeres de 18 años o más había 95,6 hombres de 18 años o más.
Por otra parte, los ingresos medios de una casa en el condado según una estimación de 2007 a 2011 eran de 75 762 dólares y los ingresos medios de una familia de 85 009 dólares. Los hombres tenían unos ingresos medios de 55 957 dólares frente a los 45 002 de las mujeres. La renta per cápita del condado era de 34 416 dólares y el 7,6% de las familias y un 10,9% de la población se encontraban bajo la línea de pobreza, incluyendo un 14,6% menores de 18 años y un 7,8% mayores de 65 años.
| 13 589                                                                               | 19 696 | 34 436 | 61 375 | 118 674 | 130 760 | 216 224 | 703 925 | 1 420 386 | 1 932 709 | 2 410 556 | 2 846 289 | 3 010 232 | 3 090 132 |
| Los datos de 2012 son estimativos. (Fuente: Oficina del Censo de los Estados Unidos) |        |        |        |         |         |         |         |           |           |           |           |           |           |